# 1월 18일
1월 18일은 그레고리력으로 18번째(윤년일 경우도 18번째) 날에 해당한다.
차
아침
이령

## 사건
- 350년 - 로마의 장군 마그넨티우스가 황제 콘스탄스를 퇴위시키고 스스로 황제임을 천명하다.
- 474년 - 레오 2세가 7살의 나이로 황제가 되다.
- 532년 - 니카 반란이 실패로 끝나다.
- 1535년 - 스페인의 정복자 프란시스코 피사로가 페루를 발견하다.
- 1825년 - 영국의 조지 스티븐슨, 세계 최초의 증기 기관차 로코모션 호 운전.
- 1871년 - 독일 제국의 성립.
- 1910년 - 파리 대홍수가 발생하다.
- 1912년 - 탐험가 로버트 스콧, 남극에 도달.
- 1919년 - 파리 강화 회의 개최.
- 1952년 - 대한민국, 이승만 대통령 평화선 선언.
- 2002년 - 
  - 시에라리온 내전 공식 종결.
  - 가수 유승준이 한국 국적을 포기하고 미국 시민권을 취득해 병역 기피 의혹에 휩싸였다.
- 2012년 - 미국 의회의 SOPA·PIPA 법령 제정을 반대하는 의미로 영어 위키백과, 24시간 동안 서비스 중단.

## 문화
- 2024년 - 전라북도가 전북특별자치도로 출범했다.

## 탄생
- 1689년 - 프랑스의 정치사상가 몽테스키외. (~1755년)
- 1836년 - 미국의 정치인 토머스 J. 자비스. (~1915년)
- 1879년 - 프랑스의 군인 앙리 지로. (~1949년)
- 1889년 - 일본의 군인 이시와라 간지. (~1949년)
- 1903년 - 대한민국의 정치인, 제3대 국회의원 박재홍. (~1979년)
- 1904년 - 미국의 배우 케리 그랜트. (~1986년)
- 1906년 - 대한민국의 화가 오지호. (~1982년)
- 1923년
  - 대한민국의 군인 송인명. (~2012년)
  - 네덜란드계 호주인이자, 오스트레일리아의 인권 운동가 얀 루프 오헤른. (~2019년)
- 1925년 - 프랑스의 철학자 질 들뢰즈. (~1995년)
- 1928년 - 폴란드의 영화배우 프란치셰크 피에치카. (~2022년)
- 1931년 - 대한민국의 제11 · 12대 대통령, 군인 전두환. (~2021년)
- 1932년 - 대한민국의 정치인 윤형상. (~2022년)
- 1933년
  - 미국의 물리학자이자 공학기술자 레이 돌비. (~2013년)
  - 영국의 영화 감독 존 부어먼.
- 1934년
  - 대한민국의 언론 출신 정치인 남재희. (~2024년)
  - 영국의 작가 레이먼드 브릭스. (~2022년)
- 1937년 - 일본의 체조 선수 엔도 유키오. (~2009년)
- 1938년 - 영국의 사회학자 앤서니 기든스.
- 1943년
  - 대한민국의 배우 윤문식.
  - 미국의 음악가 알 포스터. (~2025년)
- 1946년
  - 대한민국의 배우 오승명. (~2024년)
  - 대한민국의 축구 선수 조중연.
- 1947년 - 일본의 영화 감독, 배우, 희극인 기타노 다케시.
- 1948년 - 대한민국의 성우 양지운.
- 1950년 - 대한민국의 폭력 조직 '양은이파'의 두목 조양은.
- 1954년 - 대한민국의 프로듀서 이호연. (~2018년)
- 1955년
  - 미국의 영화 배우, 감독 케빈 코스트너.
  - 스페인의 영화 감독 페르난도 트루에바.
- 1956년 - 일본의 성우 미즈시마 유우.
- 1958년
  - 대한민국의 정치인, 제16·17·18·19·20대 국회의원 심재철.
  - 프랑스의 전 축구 선수, 현 축구 감독 베르나르 젱기니.
- 1960년 - 영국의 배우 마크 라일런스.
- 1966년 - 대한민국의 가수 신효범.
- 1967년 - 칠레의 전 축구 선수 이반 사모라노.
- 1968년 - 대한민국의 성우 송준석.
- 1969년
  - 미국의 프로레슬링 선수, 배우 데이브 바티스타.
  - 대한민국의 성우 송준석.
  - 미국의 음악가 짐 오루크.
  - 대한민국의 정치인 김유정.
  - 대한민국의 성우 김경수.
  - 대한민국의 배우 이정인.
  - 일본의 배구 지도자 반다이라 마모루.
- 1970년
  - 대한민국의 성우 양석정.
  - 대한민국의 영화 감독 장준환.
- 1971년
  - 대한민국의 행정, 법조 출신 정치인 박성훈.
  - 대한민국의 배우 정요숙.
  - 스페인의 전 축구 선수, 현 축구 감독 주제프 과르디올라.
  - 케냐의 작가 비냐방가 와이나이나. (~2019년)
- 1973년
  - 일본의 배우, 가수 나카야마 시노부.
  - 대한민국의 골프 선수 강명구.
- 1974년 - 대한민국의 성우 김지혜.
- 1975년 - 대한민국의 아나운서 안진희.
- 1978년
  - 대한민국의 가수 김영우 (스윗 소로우).
  - 대한민국의 가수 신동욱 (구피).
  - 태국의 역도 선수 완디 카미암.
- 1979년
  - 타이완의 가수, 배우, 영화감독 저우제룬.
  - 포르투갈의 축구 선수 파울루 페헤이라.
  - 일본의 전 배우 아라이 히로후미.
- 1980년 - 미국의 배우, 음악가, 작가 제이슨 시걸.
- 1981년 - 대한민국의 배우 강동원.
- 1982년
  - 대한민국계 미국인 요리사 안성재.
  - 체코의 펜싱 선수 이르지 베란.
- 1983년
  - 대한민국의 방송인, 전 아나운서 오정연.
  - 대한민국의 배우 정유미.
  - 대한민국의 배우 진서연.
- 1984년
  - 대한민국의 아나운서 오승원.
  - 대한민국 국적의 미 영주권자, 버지니아 공대 총기난사범 조승희. (~2007년)
  - 대한민국의 야구 선수 최형우.
  - 일본의 축구 선수 하세베 마코토.
- 1985년
  - 대한민국의 배우 현우.
  - 영국의 싱어송라이터 소피야 배수정.
  - 이탈리아의 축구 선수 리카르도 몬톨리보.
- 1986년
  - 대한민국의 아나운서 황인성.
  - 일본의 성우 시라이 유스케.
- 1987년
  - 스위스의 축구 선수 요한 주루.
  - 대한민국의 전 배우, 기업인 윤세인.
  - 대한민국의 전직 스타크래프트 프로게이머 김성기.
  - 대한민국의 군인, 기업인 에이전트 H.
  - 대한민국의 배우 임성재.
- 1988년
  - 대한민국의 가수 제이세라.
  - 대한민국의 배우 박하이.
  - 독일의 테니스 선수 안젤리크 케르버.
  - 도미니카 공화국의 야구 선수 루이스 도밍고 히메네스.
- 1989년
  - 대한민국의 철권 프로게이머 김현진.
  - 대한민국의 전 축구 선수 손흥윤.
  - 도미니카 공화국의 야구 선수 마이클 피네다.
  - 중화인민공화국의 배드민턴 선수 천룽.
- 1990년
  - 대한민국의 가수 이신주.
  - 대한민국의 가수 하루.
- 1991년
  - 대한민국의 배우 남이안.
  - 잉글랜드의 배우, 작가, 영화 감독 맷 케인.
- 1992년
  - 대한민국의 아나운서 조은지.
  - 대한민국의 방송인, 아나운서 허송연.
- 1993년
  - 대한민국의 축구 선수 박승리.
  - 대한민국의 성우 권다예.
- 1994년
  - 대한민국의 가수 강지영 (카라).
  - 대한민국의 가수 공민지 (2NE1).
  - 대한민국의 배우 안승균.
  - 일본의 축구 선수 야지마 신야.
- 1995년
  - 대한민국의 가수 나상현.
  - 중화민국의 배드민턴 선수 왕치린.
- 1996년
  - 대한민국의 가수 화수.
  - 크로아티아의 축구 선수 이보 그르비치.
- 1998년
  - 대한민국의 배우 신예은.
  - 브라질의 축구 선수 에데르 밀리탕.
- 1999년
  - 대한민국의 배우 김민.
  - 미국의 배우 캐런 브라.
  - 대한민국의 축구 선수 김대원.
- 2000년 - 대한민국의 모델 윤준협.
- 2001년 - 대한민국의 야구 선수 김선우.
- 2002년 - 일본의 축구 선수 와카쓰키 야마토.
- 2004년 - 대한민국의 바둑 기사 이연.
- 2005년 - 대한민국의 육상 선수 최진우.
- 2010년 - 대한민국의 아역 배우 김나연.

### 미상
- 대한민국의 아나운서 김호정.

## 사망
- 264년 - 중국 삼국시대 위나라의 장수 종회. (225년~)
- 474년 - 로마 제국의 황제 레오 1세. (401년~)
- 1862년 - 미국의 제10대 대통령 존 타일러. (1790년~)
- 1899년 - 독일의 해부학자, 동물학자 카를 프리드리히 빌헬름 클라우스. (1835년~)
- 1936년 - 영국의 소설가, 시인 러디어드 키플링. (1865년~)
- 1994년 - 대한민국의 목사, 재야운동가 문익환. (1918년~)
- 2016년
  - 미국의 가수 글렌 프라이. (1948년~)
  - 대한민국의 야구 선수 황규봉. (1953년~)
- 2017년 - 대한민국의 소설가 정미경. (1960년~)
- 2018년 - 미국의 연쇄 살인범 앤서니 앨런 쇼어. (1962년~)
- 2020년
  - 독일의 신학자 페터 바이어하우스. (1929년~)
  - 일본의 영화배우 시시도 조. (1933년~)
  - 튀르키예의 레슬링 선수 카즘 아이바즈.(1938년~)
- 2021년
  - 프랑스의 영화배우, 각본가 장 피에르 바크리. (1951년~)
  - 미국의 야구 선수 돈 서턴. (1945년~)
- 2022년
  - 미국의 패션, 저널리스트 안드레 리언 탤리. (1948년~)
  - 스페인의 축구 선수 프란시스코 헨토. (1933년~)
  - 영국의 통계학자 데이비드 콕스. (1924년~)
- 2023년
  - 우크라이나의 정치인, 내무부 장관 데니스 모나스티르스키. (1980년~)
  - 대한민국의 교육자, 목사 이종윤. (1940년~)
  - 미국의 가수 데이비드 크로스비. (1941년~)
- 2025년 - 이스라엘의 영화배우 지브 레바치. (1940년~)

## 기념일
- 태국군의 날(วันกองทัพไทย; Royal Thai Armed Forces Day): 나레수안 대왕이 1593년 버마군을 무찌른 농사라이 전투(Battle of Nong Sa Rai)를 기념하는 날.

## 같이 보기
- 전날: 1월 17일 다음날: 1월 19일 - 전달: 12월 18일 다음달: 2월 18일
- 음력: 1월 18일
- 모두 보기